# Temporada 1968 de la NFL
La Temporada 1968 de la NFL fue la 49.ª en la historia de la NFL. Según el acuerdo alcanzado durante la
realineación de 1967, los New Orleans Saints y los New York Giants cambiaron de división;
los Saints se unieron a la División Century, mientras que los Giants se convirtieron en parte de la División de Capitol.
La temporada terminó cuando los Baltimore Colts derrotaron a los Cleveland Browns en el Juego de Campeonato de la NFL, sólo
para ser derrotados por New York Jets de la American Football League en el Super Bowl III. Fue la primera vez en la
historia del fútbol profesional en la que el campeón de la NFL no fue coronado como el campeón del mundo. Un año más tarde,
esto se repetía, cuando los Kansas City Chiefs vencieron a los campeones de la NFL, Minnesota Vikings en el Super Bowl IV.

## Carrera Divisional
La Conferencia Este se dividió en las divisiones Capitol y Century, y la Conferencia del Oeste en la Coastal y Central. En el pasado,
si dos equipos estaban empatados en el liderato de la división al final de la temporada, se llevaba a cabo un partido de desempate
para determinar el campeón de división. A partir de 1967, se implementó un sistema de desempate basado
en enfrentamientos directos, a continuación, los puntos netos en enfrentamientos directos, seguidos por el equipo que había jugado
menos recientemente en un partido por el título. Como tal, sólo un equipo en una división sería el ganador de la división, incluso
si el registro de ganados y perdidos fue el mismo.
| Semana | Capitol |        | Century    |        | Coastal     |        | Central    |       |
| ------ | ------- | ------ | ---------- | ------ | ----------- | ------ | ---------- | ----- |
| 1      | Dallas* | 1–0–0  | Cleveland  | 1–0–0  | Baltimore*  | 1–0–0  | Minnesota* | 1–0–0 |
| 2      | Dallas* | 2–0–0  | Cleveland* | 1–1–0  | Baltimore*  | 2–0–0  | Minnesota* | 2–0–0 |
| 3      | Dallas* | 3–0–0  | Cleveland* | 1–2–0  | Baltimore*  | 3–0–0  | Minnesota* | 2–1–0 |
| 4      | Dallas  | 4–0–0  | Cleveland  | 2–2–0  | Baltimore*  | 4–0–0  | Minnesota  | 3–1–0 |
| 5      | Dallas  | 5–0–0  | St. Louis* | 2–3–0  | Baltimore*  | 5–0–0  | Minnesota* | 3–2–0 |
| 6      | Dallas  | 6–0–0  | St. Louis* | 3–3–0  | Los Angeles | 6–0–0  | Detroit    | 3–2–1 |
| 7      | Dallas  | 6–1–0  | St. Louis* | 4–3–0  | Baltimore*  | 6–1–0  | Detroit*   | 3–3–1 |
| 8      | Dallas  | 7–1–0  | St. Louis* | 5–3–0  | Baltimore*  | 7–1–0  | Chicago*   | 4–4–0 |
| 9      | Dallas  | 7–2–0  | Cleveland  | 6–3–0  | Baltimore*  | 8–1–0  | Chicago*   | 5–4–0 |
| 10     | Dallas  | 8–2–0  | Cleveland  | 7–3–0  | Baltimore   | 9–1–0  | Minnesota  | 6–4–0 |
| 11     | Dallas  | 9–2–0  | Cleveland  | 8–3–0  | Baltimore   | 10–1–0 | Minnesota  | 6–5–0 |
| 12     | Dallas  | 10–2–0 | Cleveland  | 9–3–0  | Baltimore   | 11–1–0 | Chicago*   | 6–6–0 |
| 13     | Dallas  | 11–2–0 | Cleveland  | 10–3–0 | Baltimore   | 12–1–0 | Chicago*   | 7–6–0 |
| 14     | Dallas  | 12–2–0 | Cleveland  | 10–4–0 | Baltimore   | 13–1–0 | Minnesota  | 8–6–0 |

*Indica más de un equipo con ese registro

## Temporada regular
V = Victorias, D = Derrotas, E = Empates, CTE = Cociente de victorias, PF= Puntos a favor, PC = Puntos en contra

Nota: Los juegos empatados no fueron contabilizados de manera oficial en las posiciones hasta 1972
| Clasificado para los playoffs |

| Conferencia Este |

| Dallas Cowboys      | 12 | 2  | 0 | .857 | 431 | 186 |
| New York Giants     | 7  | 7  | 0 | .500 | 294 | 325 |
| Washington Redskins | 5  | 9  | 0 | .357 | 249 | 358 |
| Philadelphia Eagles | 2  | 12 | 0 | .143 | 202 | 351 |

| Cleveland Browns    | 10 | 4  | 0 | .714 | 394 | 273 |
| St. Louis Cardinals | 9  | 4  | 1 | .692 | 325 | 289 |
| New Orleans Saints  | 4  | 9  | 1 | .308 | 246 | 327 |
| Pittsburgh Steelers | 2  | 11 | 1 | .154 | 244 | 397 |

| Conferencia Oeste |

| Baltimore Colts     | 13 | 1  | 0 | .929 | 402 | 144 |
| Los Angeles Rams    | 10 | 3  | 1 | .769 | 312 | 200 |
| San Francisco 49ers | 7  | 6  | 1 | .538 | 303 | 310 |
| Atlanta Falcons     | 2  | 12 | 0 | .143 | 170 | 389 |

| Minnesota Vikings | 8 | 6 | 0 | .571 | 282 | 242 |
| Chicago Bears     | 7 | 7 | 0 | .500 | 250 | 333 |
| Green Bay Packers | 6 | 7 | 1 | .462 | 281 | 227 |
| Detroit Lions     | 4 | 8 | 2 | .333 | 207 | 241 |

## Postemporada
|  | Campeonato de Conferencia           | Campeonato de Conferencia |   |  | Final de Campeonato                 | Final de Campeonato |  |
|  |                                     |                           |   |  |                                     |                     |  |
|  | 22 de Dic, 1968 - Memorial Stadium  |                           |   |  |                                     |                     |  |
|  | Minnesota Vikings                   | 14                        |   |  |                                     |                     |  |
|  | Baltimore Colts                     | 24                        |   |  |                                     |                     |  |
|  |                                     |                           |   |  |                                     |                     |  |
|  |                                     |                           |   |  | 29 de Dic, 1968 - Cleveland Stadium |                     |  |
|  |                                     |                           |   |  | Baltimore Colts                     | 34                  |  |
|  |                                     | Cleveland Browns          | 0 |  |                                     |                     |  |
|  |                                     |                           |   |  |                                     |                     |  |
|  |                                     |                           |   |  |                                     |                     |  |
|  |                                     |                           |   |  |                                     |                     |  |
|  | 21 de Dic, 1968 - Cleveland Stadium |                           |   |  |                                     |                     |  |
|  | Dallas Cowboys                      | 20                        |   |  |                                     |                     |  |
|  | Cleveland Browns                    | 31                        |   |  |                                     |                     |  |

## Premios anuales
Al final de temporada se entregan diferentes premios reconociendo el valor del jugador durante la temporada entera.
| Premio                   | Ganador         | Posición      | Equipo          |
| ------------------------ | --------------- | ------------- | --------------- |
| Jugador más valioso      | Earl Morrall    | Quarterback   | Baltimore Colts |
| Entrenador del año       | Don Shula       | Head Coach    | Baltimore Colts |
| Novato ofensivo del año  | Earl McCullouch | Wide receiver | Detroit Lions   |
| Novato defensivo del año | Claude Humphrey | Defensive end | Atlanta Falcons |